# Keleti Arcvonal Bajtársi Szövetség
A Keleti Arcvonal Bajtársi Szövetség (KABSZ) 1944-ben alakult, majd 1945-ben betiltott magyarországi szervezet, melyet a rendszerváltás után újjászerveztek.

## Előzménye
Az orosz frontot, a Don-kanyart megjárt katonákat leszerelték és mentesítették a további szolgálat alól. Ezek a katonák "testközelből” ismerték a szovjet rendszert és amikor felrémlett a veszélye, hogy Magyarországot is megszállják a szovjet csapatok, önként jelentkeztek a honvédő harcra.

## Megalakulása, működése
Mivel volt alakulataik nem számoltak velük, vagy időközben átszervezték azokat, a KABSZ-ba jelentkezők önálló alegységeket hoztak létre és egy-egy magasabb egység kötelékébe nyertek beosztást. A szövetség országos vezetője Imrédy Béla, főtitkára pilisi Ney Károly volt. Jelmondatuk: "Inkább hős egy pillanatig, mint rabszolga egy életen át!", volt.
Részt vettek Budapest védelmében. Ők védték a legveszélyesebb helyeket. 1945. február 11-én, Várból történt kitörés (Becsület Napja) során is az élen haladtak. A Posta–palota elleni sikeres rohamuk tette lehetővé a kijutást az ostromgyűrű első övéből a János Kórház, Hűvösvölgy irányába.

## Betiltása
1945. március 17-én a Dálnoki Miklós Béla vezette Ideiglenes Nemzeti Kormány - 25 másik szervezettel együtt - betiltotta működését, tisztségviselőit pedig kizárták a nemzetgyűlési választásokról.

## Újjáéledése
A szervezetet a rendszerváltás után újjászervezték, helyileg a Független Kisgazdapárt debreceni székházába jegyezték be. Az ő vezetőiket és tagjaikat gyanúsították meg a debreceni zsinagóga tóratekercsek őrzésére szolgáló szekrényének 1995 januárjában történt felgyújtásával, 2009 augusztusában pedig roma gyilkosságok elkövetésével.[forrás?]